# Кабучи
Кабучи (лат. Diapterus) — род лучепёрых рыб семейства мохарровых (Gerreidae). Максимальная длина тела представителей разных видов варьирует от 30 до 40 см. Распространены в западной части Атлантического океана и восточной части Тихого океана.

## Описание
Край предкрышки гладкий.  Второй колючий луч спинного плавника длиннее расстояния от окончания рыла до заднего края орбиты глаза. Второй колючий луч анального плавника короче основания анального плавника. Колючие лучи плавников не сильно утолщены, все глоточные зубы заострены. На боках тела нет чёрных продольных полос.

## Классификация
В составе рода выделяют 4 вида:
- Diapterus auratus Ranzani, 1842 — Белая кабучаtypus
- Diapterus brevirostris (Sauvage, 1879)
- Diapterus peruvianus (Cuvier, 1830) — Кабуча-периче[2]
- Diapterus rhombeus (Cuvier, 1829)